# Пуанкаре (лунный кратер)
Кратер Пуанкаре (лат. Poincaré) — огромный древний ударный кратер в южном полушарии обратной стороны Луны, вследствие своего размера иногда неофициально именуемый бассейном Пуанкаре. Название присвоено в честь французского математика, механика, физика, астронома и философа Анри Пуанкаре (1854—1912); утверждено Международным астрономическим союзом в 1970 г. Образование кратера относится к донектарскому периоду.

## Описание кратера

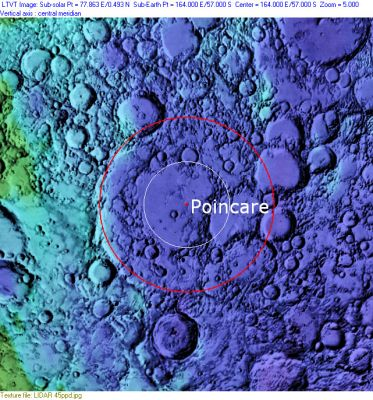
Визуализация измерений лазерного альтиметра LIDAR зонда Clementine. Окружность белого цвета указывает положение внутреннего вала кратера, окружность красного цвета — положение внешнего вала.

Ближайшими соседями кратера являются кратеры Планк и Прандтль на западе; кратер Хопман примыкающий к северо-западной части внешнего вала кратера; кратер Кеджори на севере; кратер Гесс примыкающий к северо-восточной части внешнего вала; кратер Аббе примыкающий к восточной части внешнего вала; кратер Лайман на юге и кратер Кейо примыкающий к юго-западной части внешнего вала. Селенографические координаты центра кратера 56°52′ ю. ш. 163°59′ в. д. / 56,86° ю. ш. 163,99° в. д., диаметр 346 км, глубина 3,2 км.
Кратер Пуанкаре практически полностью разрушен за длительное время своего существования и его границы трудно различимы на фоне окружающей местности. Кратер обладает двойным валом, при этом диаметр внутреннего вала составляет около 160 км (см. приведенную иллюстрацию). Оба вала сглажены, при этом их восточные части практически полностью разрушена и перекрыта цепочкой крупных кратеров, в западной части очертания внешнего и внутреннего вала достаточно хорошо различимы. Большая часть чаши кратера затоплена темной базальтовой лавой и имеет низкое альбедо.
Толщина лунной коры в чаше кратера Пуанкаре менее 5 км, его окружают атипичные обнажения пород богатых оливином, возможно выходы мантийных пород.

## Сателлитные кратеры
| Пуанкаре | Координаты                                              | Диаметр, км |
| -------- | ------------------------------------------------------- | ----------- |
| C        | 54°35′ ю. ш. 168°43′ в. д. / 54,59° ю. ш. 168,71° в. д. | 19,2        |
| J        | 59°38′ ю. ш. 167°53′ в. д. / 59,64° ю. ш. 167,88° в. д. | 19,3        |
| Q        | 59°32′ ю. ш. 159°46′ в. д. / 59,53° ю. ш. 159,76° в. д. | 26,5        |
| X        | 53°55′ ю. ш. 161°11′ в. д. / 53,92° ю. ш. 161,18° в. д. | 20,9        |
| Z        | 53°54′ ю. ш. 164°19′ в. д. / 53,9° ю. ш. 164,31° в. д.  | 34,9        |

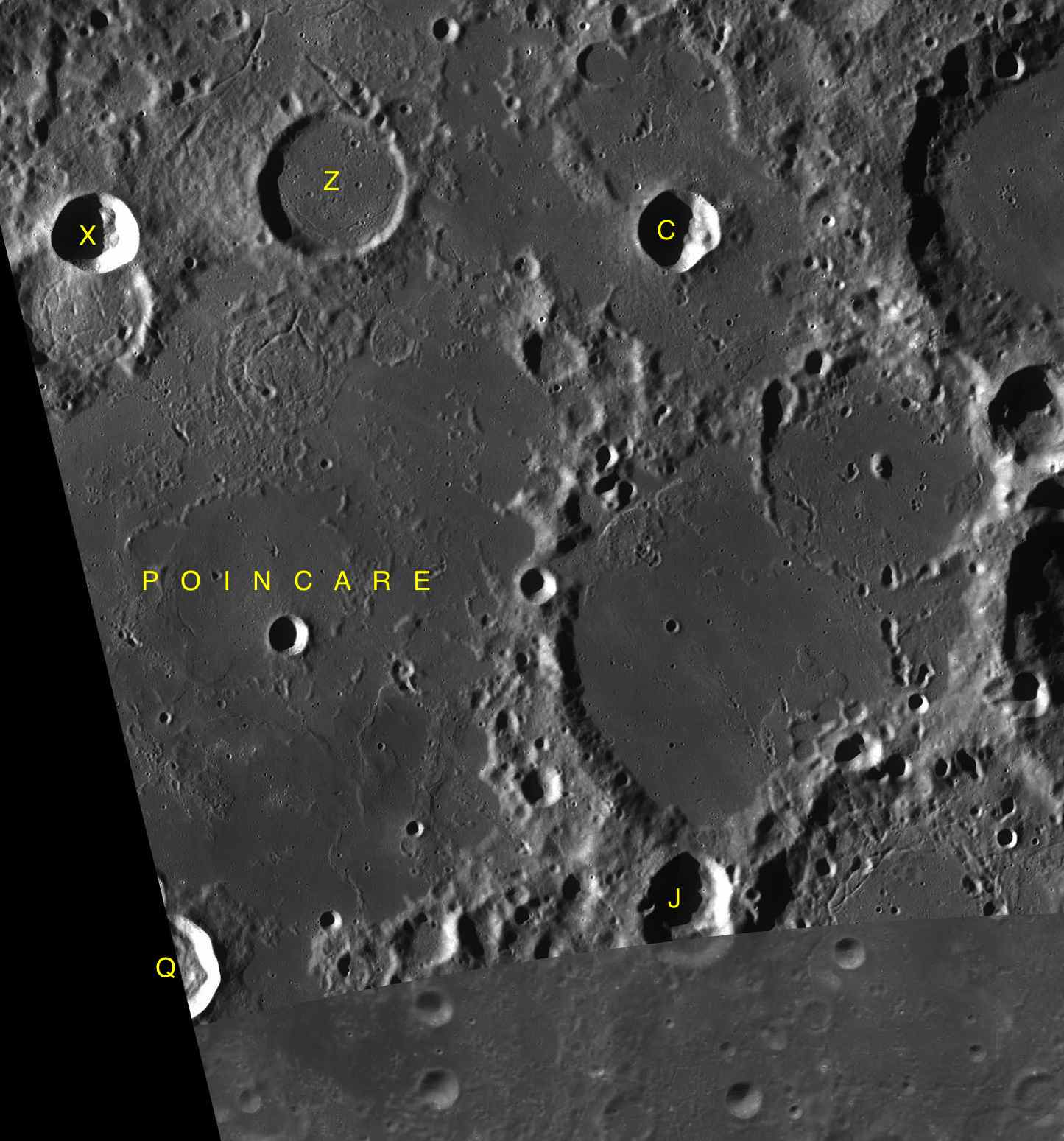
Фрагмент карты LAC-132.

- Сателлитный кратер Пуанкаре R в 1997 г. переименован Международным астрономическим союзом в кратер Кейо.
- Образование сателлитного кратера Пуанкаре Z относится к нектарскому периоду[1].